# Sealand Seahawks 2022
Questa voce raccoglie le informazioni riguardanti i Sealand Seahawks nella stagione 2022.

## Tackle

### Maschile

#### Amichevoli
| Dublino 19 febbraio 2022, ore 14:00 | South Dublin Panthers | 13 – 42 referto | Sealand Seahawks | The King's Hospital School |

| Montpellier 24 settembre 2022, ore 18:00 | Royal Roosters | 27 – 0 referto | Sealand Seahawks | Stade Sabathé |

### Master

#### Amichevoli
| Montpellier 24 settembre 2022, ore 14:30 | Servals de Clermont-Ferrand | 0 – 20 (0-0 0-6 0-8 0-6) referto                                                                                          | Sealand Seahawks | Stade Sabathé |
| Marcatori Jones Q2 ( TD ) pass from Thompson Steadman Q3 ( TD ) run Jones Q3 ( tpc ) pass from Tilbury Steadman Q3 ( TD ) pass from Tilbury |                             | |                  |               |
| |                             | |                  |               |
| | Marcatori                   | Jones Q2 (TD) pass from Thompson Steadman Q3 (TD) run Jones Q3 (tpc) pass from Tilbury Steadman Q3 (TD) pass from Tilbury |                  |               |

### Statistiche di squadra
| Competizione | %Vittorie | In casa | In casa | In casa | In casa | In casa | In casa | In trasferta | In trasferta | In trasferta | In trasferta | In trasferta | In trasferta | Totale | Totale | Totale | Totale | Totale | Totale |
| Competizione | %Vittorie | G       | V       | N       | P       | Pf      | Ps      | G            | V            | N            | P            | Pf           | Ps           | G      | V      | N      | P      | Pf     | Ps     |
| ------------ | --------- | ------- | ------- | ------- | ------- | ------- | ------- | ------------ | ------------ | ------------ | ------------ | ------------ | ------------ | ------ | ------ | ------ | ------ | ------ | ------ |
| Maschile     | .500      | 0       | 0       | 0       | 0       | 0       | 0       | 2            | 1            | 0            | 1            | 42           | 40           | 2      | 1      | 0      | 1      | 42     | 40     |
| Master       | 1.000     | 0       | 0       | 0       | 0       | 0       | 0       | 1            | 1            | 0            | 0            | 20           | 0            | 1      | 1      | 0      | 0      | 20     | 0      |
| Totale       | .667      | 0       | 0       | 0       | 0       | 0       | 0       | 3            | 2            | 0            | 1            | 62           | 40           | 3      | 2      | 0      | 1      | 62     | 40     |

## Flag

### Tornei

#### 1st and 15 tournament

##### Fase a gironi
| Coventry 25 giugno 2022 | Coventry Cougars | 37 – 16 referto | Sealand Seahawks |  |

| Coventry 25 giugno 2022 | London Smoke | 32 – 39 referto | Sealand Seahawks |  |

##### Playoff
| Coventry 25 giugno 2022 Quarti di finale | Nottingham Bears | 6 – 38 referto | Sealand Seahawks |  |

| Coventry 25 giugno 2022 Semifinale | Northants Titans | 25 – 8 referto | Sealand Seahawks |  |

#### Charcoal Cup
| Fenny Stratford 12 novembre 2022 | Cardiff Bay Coyotes | 26 – 40 referto | Sealand Seahawks | Manor Fields |

| Fenny Stratford 12 novembre 2022 | Sealand Seahawks | 20 – 53 referto | South Dublin Panthers | Manor Fields |

| Fenny Stratford 12 novembre 2022 | Sealand Seahawks | 26 – 27 referto | Cheltenham Neptunes | Manor Fields |

| Fenny Stratford 12 novembre 2022 | Sealand Seahawks | 47 – 33 referto | South Yorkshire Roosters | Manor Fields |

### Statistiche di squadra
| Competizione                         | %Vittorie | In casa | In casa | In casa | In casa | In casa | In casa | In trasferta | In trasferta | In trasferta | In trasferta | In trasferta | In trasferta | Totale | Totale | Totale | Totale | Totale | Totale |
| Competizione                         | %Vittorie | G       | V       | N       | P       | Pf      | Ps      | G            | V            | N            | P            | Pf           | Ps           | G      | V      | N      | P      | Pf     | Ps     |
| ------------------------------------ | --------- | ------- | ------- | ------- | ------- | ------- | ------- | ------------ | ------------ | ------------ | ------------ | ------------ | ------------ | ------ | ------ | ------ | ------ | ------ | ------ |
| 1st and 15 Tournament 2022 (girone)  | .500      | -       | -       | -       | -       | -       | -       | 2            | 1            | 0            | 1            | 55           | 69           | 2      | 1      | 0      | 1      | 55     | 69     |
| 1st and 15 Tournament 2022 (playoff) | .500      | -       | -       | -       | -       | -       | -       | 2            | 1            | 0            | 1            | 46           | 31           | 2      | 1      | 0      | 1      | 46     | 31     |
| Charcoal Cup 2022                    | .500      | 3       | 1       | 0       | 2       | 93      | 113     | 1            | 1            | 0            | 0            | 40           | 26           | 4      | 2      | 0      | 2      | 133    | 139    |
| Totale                               | .500      | 3       | 1       | 0       | 2       | 93      | 113     | 5            | 3            | 0            | 2            | 141          | 126          | 8      | 4      | 0      | 4      | 234    | 239    |